# 프리츠 바이에를라인
프리츠 바이에를라인(독일어: Fritz Bayerlein, 1899년 1월 14일 ~ 1970년 1월 30일)은 제2차 세계 대전 중 독일 기갑부대 장군으로 활약한 군인이다.
프리츠 바이에를라인은 바이에른주 뷔르츠부르크에서 태어났다. 제1차 세계 대전 당시, 바이에를라인은 1917년에 바이에른 9 보병연대에 입대하여 서부 전선에서 싸웠다. 4 보병연대에서 근무 중에 부상을 입고 철십자장을 수여받았다. 전쟁 후에 바이에를라인은 잠깐 동안 의용부대에서 근무했지만, 1919년 5월에 정규군 45 연대로 돌아갔다. 1921년에는 장교 교육을 받고 감축된 군대에 계속 남아 소령으로 승진했다.
제2차 세계 대전이 시작되자, 바이에를라인은 폴란드 침공에 하인츠 구데리안 장군의 수석 참모로 참전했다. 그는 서부 공세 및 프랑스 침공 때까지 계속 이 직책으로 근무했다. 그가 소속된 부대는 5월 14일에 세당 근처에서 뮤즈 강을 도하했고, 클라이스트 장군이 구데리안에게 정지하라고 명령할 때까지 계속 전진하게 된다. 이 때, 클라이스트의 진격정지 명령으로 인하여 시간을 벌게 된 프랑스군과 영국군은, 야포와 탄약 등 장비는 거의 버리고 영국내의 민간어선까지 총동원하여 프랑스의 작은 항구도시인 됭케르크를 통해 필사의 탈출을 시도한다. 그 짧은 시간에 연합군은 비록 장비의 손실은 많았으나, 병력을 거의 보존할 수 있었다. 이 후, 미국의 군사원조로 근시일내에 다시 무장을 갖추게 되고 이 병력이 유럽 각지에서 독일군과 접전을 벌이게 된다.
바이에를라인의 다음 임지는 북아프리카였다. 에르빈 롬멜의 아프리카 군단(Deutsche Afrika Korps)에 배치된 바이에를라인은 알람 엘 할파 전투에서 지휘관이던 발터 네링 장군이 1942년 8월 30일에 부대를 지휘할 수 없게 되자 그를 대신하여 부대 지휘를 맡기도 했다. 나중에 에르빈 롬멜과 빌헬름 리터 폰 토마 휘하에서 근무했다. 1942년 11월 4일, 폰 토마가 엘 알라메인 전투에서 영국군의 포로가 되자, 바이에를라인은 폰 토마를 대신하여 지휘권을 인수했다. 튀니지 전역 중 바이에를라인은 류마티즘과 간염에 걸려 튀니지의 독일군과 이탈리아군이 1943년 5월 12일 항복하기 전에 이탈리아로 후송되었다.
바이에를라인은 1943년 10월에 동부 전선의 베를린-브란덴부르크 3 기갑사단을 지휘하게 되었고, 키로포그라드에서는 히틀러의 명령을 어기고 소련군의 포위망을 돌파하여 탈출하기도 했다. 나중에 교도기갑사단 사단장으로 임명되었다. 1944년 3월, 교도기갑사단은 헝가리의 수도 부다페스트로 열차편으로 이동했다. 미국-영국 연합군의 노르망디 상륙 작전이 시작되자, 바이에를라인의 부대는 프랑스의 캉으로 급거 이동하여 전투에 투입되었고, 생로에서 연합군 공군의 융단 폭격에 휘말려 제대로 싸워보지도 못하고 막대한 피해를 입어야 했다. 후방에서 물러나 재편성 및 재정비를 한 바이에를라인과 교도기갑사단은 아르덴 공세에서 핫소 폰 만토이펠의 독일 5 장갑군에 배속되어 다시 한 번 연합군과 맞서 싸웠다.
아르덴 공세 이후, 바이에를라인은 53군단 군단장으로 임명되었지만 1945년 4월 15일, 바이에를라인과 53군단은 루르에서 미국 7 기갑사단에 항복했다. 전후, 한동안 전쟁포로로 구금생활을 한 바이에를라인은 1947년 4월 2일 석방되었다. 석방 후에는 군사 주제에 대한 글을 썼고, 제2차 세계 대전에 관한 역사 연구 프로젝트에 참여하기도 했다.
고향인 뷔르츠부르크에서 1970년에 사망했다.
| 전임 기갑병대장 발터 네링 | 아프리카 군단 군단장 권한대행 1942년 8월 31일 | 후임 기갑병대장 구스타프 폰 파에르스트 |

| 전임 중장 프란츠 베스토펜 | 제9대 제3기갑사단 사단장 1944년 1월 10일 ~ 1944년 6월 7일 | 후임 대령 루돌프 랑 |

| 전임 신설 | 제1대 기갑교도사단 사단장 1944년 1월 10일 ~ 1944년 6월 7일 | 후임 소장 히아신트 슈트라비츠 폰 그로스자우헤 운트 카미네츠 |

| 전임 대령 파울 폰 하우서 남작 | 제4대 기갑교도사단 사단장 1944년 9월 ~ 1945년 1월 15일 | 후임 소장 호르스트 니마크 |